# 슐로모 아비네리
슐로모 아비네리(שלמה אבינרי‎, 1933년 8월 20일 ~ 2023년 11월 30일)는 이스라엘의 정치학자이다. 본명은 예지 비너(Jerzy Wiener)이다. 예루살렘 히브리 대학교에서 정치학을 강의하였으며 이스라엘 인문과학 아카데미 회원이었다. 부다페스트 중앙유럽 대학교 객원교수를 지냈다. 2023년 11월 30일 사망했다.